# Phase 4 Stereo
Phase 4 Stereo fue una marca de Decca Records y de su filial estadounidense London Records con presencia en el mercado desde 1961 a 1979.
A finales de la década de 1940 Decca había consolidado un notable prestigio entre los melómanos en el campo de la grabación de música en alta fidelidad a través de su serie ffrr (full frequency range recording). Estas grabaciones aprovechaban los adelantos tecnológicos desarrollados por la firma durante la Segunda Guerra Mundial a pedido de la Marina Real Británica.
De la mano de innovadores ingenieros de sonido como Kenneth Wilkinson, las grabaciones de la Decca-London se destacaron por su amplia respuesta de frecuencia y buena resolución.
La serie ffrr fue continuada a finales de la década siguiente por otra denominada  ffss (full fecuency stereo sound), ya en sonido estereofónico e igualmente apreciada por su calidad. Las tomas sonoras eran obtenidas mediante el llamado Decca tree consistente en tres micrófonos omnidireccionales suspendidos a 1,5 m. sobre el grupo orquestal.
Si bien el melómano especializado acogió con entusiasmo las grabaciones en sonido estereofónico por su capacidad de reproducir la música de modo análogo a como se escucharía en una sala de conciertos, el sistema no tuvo en principio buena respuesta a nivel popular. Esto se debió fundamentalmente al alto costo de los equipos de reproducción que no se correspondía con ventajas apreciables por los potenciales compradores.
A comienzos de la década de 1960 se inició una fuerte competencia entre las diversas compañías discográficas en procura de introducir el sistema en el cliente no especializado.
El énfasis se puso entonces no tanto en lograr una reproducción realista del sonido, sino más bien a deslumbrar al oyente con efectos y acrobacias sonoras que la estereofonía permitía lograr en forma artificial en las mesas de mezcla.
Phase 4 Stereo fue la etiqueta de Decca-London para competir en este segmento. El título se refería a una serie de etapas o fases que la estereofonía habría recorrido previamente. Las grabaciones, que se beneficiaban de los adelantos tecnológicos previos de la firma, se procesaban en una consola de diez canales, aunque más tarde se empleó una de veinte, cuya mezcla se registraba en cinta magnetofónica de cuatro pistas. Luego se masterizaban a dos canales y se volcaban a discos de vinilo estereofónicos.
El ingeniero de sonido en estrecha colaboración con directores de orquesta y arregladores, controlaba el volumen de determinados instrumentos musicales o grupos orquestales para realzar su presencia en la grabación, o hacía que se desplazaran entre los canales izquierdo y derecho. También se jugaba con efectos de reverberación electrónica, desfase de micrófonos etc.
Arthur Lilley y Arthur Bannister realizaron la mayor parte de las grabaciones de la serie, siendo Bannister quien usó con más exageración la manipulación del sonido. Durante la etapa inicial participaron en la serie orquestas y artistas de los catálogos de música ligera (easy listening), de la Decca, como  Eric Rogers, Ted Head, Werner Müller, Ronnie Aldrich, Edmundo Ros o Stanley Black.  La serie tuvo éxito de ventas y se publicaron en total unos 300 discos long play.
En 1964 se decidió también incluir dentro del sello una serie con obras de música clásica conocidas y aceptadas por el gran público (Concert Series). La tarea recayó inicialmente en el director de música ligera Stanley Black. Estas grabaciones no fueron bien recibidas por la crítica especializada que las tildó de poseer un sonido poco natural y ser superficial el enfoque del  director.
Con todo, el afamado Leopold Stokowski, siempre alineado con la difusión popular de los grandes clásicos, no tuvo inconveniente en realizar varias grabaciones para Phase 4 Stereo Concert Series, camino que siguieron luego otros directores de fama consolidada como Antal Dorati, Erich Leinsdorf, Anatole Fistolulari, Charles Munch, Lorin Maazel o Bernard Herrmann.  Justo es reconocer sin embargo que en estos casos, el sonido si bien no estaba exento de brillos exagerados, no resultaba tan artificial.
En la serie de compositores clásicos se llegaron a editar casi 200 discos. Paralelamente Decca continuó grabando  música clásica y música popular con los criterios tradicionales.
Prácticamente todos los LP phase 4 stereo fueron reeditados en discos compactos, incluyendo la serie de música clásica.